# Masevaux-Niederbruck
Masevaux-Niederbruck – gmina we Francji, w regionie Grand Est, w departamencie Górny Ren. W 2013 roku liczba ludności wynosiła 3797 mieszkańców. 
Gmina została utworzona 1 stycznia 2016 roku z połączenia dwóch ówczesnych gmin: Masevaux oraz Niederbruck. Siedzibą gminy została miejscowość Masevaux.